# Giovanni I di Castiglia
Giovanni Enriquez di Castiglia, o Giovanni di Trastámara (Juan in spagnolo e in asturiano, Chuan in aragonese, Joanes in basco, João in portoghese, Xoán in galiziano, Joan, in catalano, Jean in francese, John in inglese, Johann in tedesco e Johan in fiammingo) (Épila, 24 agosto 1358 – Alcalá de Henares, 9 ottobre 1390), è stato re di Castiglia e León dal 1379 al 1390, secondo monarca della casa dei Trastámara a sedere sul trono di Castiglia e León.

## Origine
Era il figlio primogenito del re di Castiglia e León Enrico II di Trastámara, detto el Fratricida (il Fratricida), e della moglie Giovanna Manuele di Castiglia

## Biografia

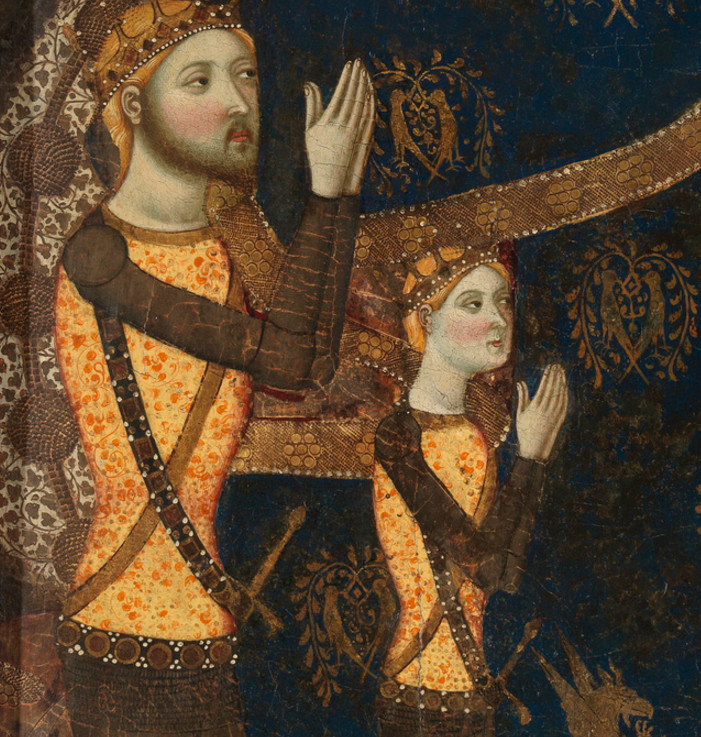
Enrico II di Castiglia con Suo figlio Giovanni I di Castiglia

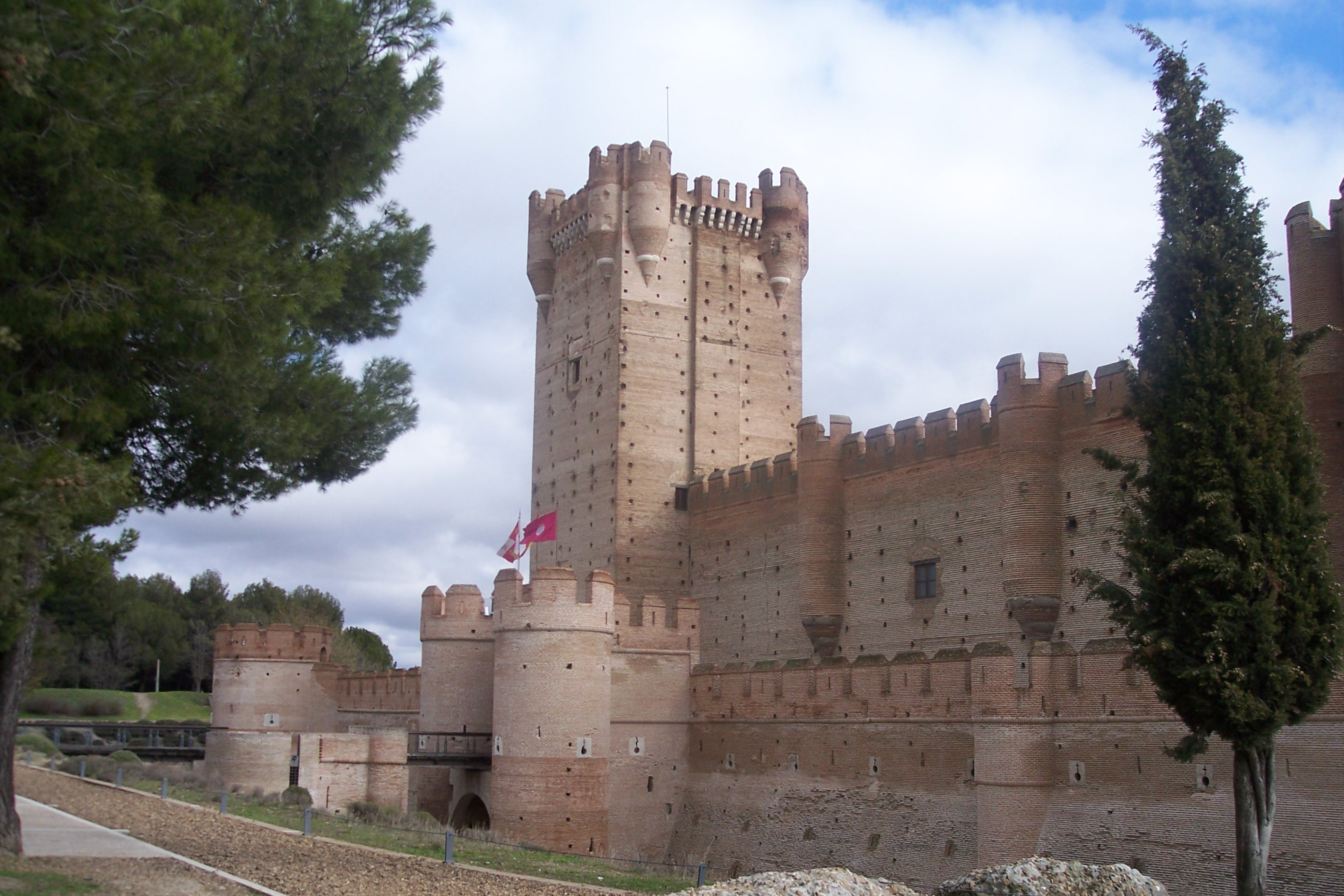
Medina del Campo: Castello de la Mota

Giovanni nacque in Aragona quando suo padre era in esilio, durante la guerra civile di Castiglia, che fu combattuta tra i rivoltosi, guidati dalla famiglia di Trastamara, contro il re di Castiglia Pietro I il Crudele, che era il fratellastro di Enrico, conte di Trastámara, e quindi zio di Giovanni.
Nel 1369, a seguito dell'omicidio dello zio Pietro I, suo padre, che da quel giorno venne detto il fratricida, salì al trono come Enrico II.
L'anno dopo, per concessione paterna, Giovanni ottenne la signoria di Biscaglia e di Lara.
Nel 1371, suo padre lo nominò alfiere maggiore di Castiglia.
Nel 1374, dopo che suo padre, Enrico II, si era rivoltato contro il re della corona di Aragona, Pietro IV il Cerimonioso, e lo aveva sconfitto e costretto alla firma della pace di Almazán, poi riconfermata, nel 1375, a Lerida, fu combinato il matrimonio tra Giovanni e la figlia di Pietro IV, per consolidare la propria dinastia, ancora in odore di illegittimità.
Nel 1375, il 18 giugno, Giovanni sposò, nella cattedrale di Soria, Eleonora (1358 – 1382), figlia terzogenita e unica femmina del re di Aragona, di Valencia, di Maiorca, di Sardegna e di Corsica e conte di Barcellona e delle altre contee catalane Pietro IV il Cerimonioso (1319-1387) e della sua terza moglie, Eleonora di Sicilia (1325 – 1375).
Nel 1379, alla morte del padre, Giovanni gli subentrò sul trono di Castiglia come Giovanni I e fu incoronato a Burgos, nel monastero di Santa María la Real de Las Huelgas, il 25 luglio 1379.
In quel periodo Giovanni doveva pronunciarsi sul grande scisma, aperto dalla doppia elezione del papa Urbano IV e dell'antipapa Clemente VII, entrambi eletti nel corso del 1378. Benché la Francia si fosse pronunciata per Clemente nel novembre del 1378, la Castiglia, sua alleata, era ancora neutrale. Nel maggio del 1380 Giovanni inviò un'ambasceria ad Avignone, Roma e Napoli per ascoltare tutte le testimonianze dei cardinali presenti all'elezione di Urbano IV; i risultati dell'inchiesta furono noti in novembre in un'assemblea ecclesiastica a Medina del Campo.
Il 19 maggio del 1381 fu annunciato  il sostegno a Clemente VII.
Nello stesso periodo Giovanni venne attaccato dal re del Portogallo, Ferdinando I, che, alleatosi con il regno d'Inghilterra, aveva ricevuto l'aiuto delle truppe inglesi comandate da Edmondo, conte di Cambridge e zio del re d'Inghilterra Riccardo II; Giovanni inviò la flotta castigliana alla foce del Tago e, nel marzo del 1382, pose l'assedio a Lisbona. La città resistette e, nell'agosto dello stesso anno, a Elvas, fu siglata la pace all'insaputa di Edmondo (che poi, in settembre, sarebbe rientrato in Inghilterra). A garanzia dell'accordo, l'erede al trono del Portogallo, Beatrice, veniva promessa in sposa a Ferdinando, il più giovane dei figli di Giovanni I; essendo però, il 13 agosto, morta di parto la moglie di Giovanni I, Eleonora d'Aragona, Giovanni I si sostituì al figlio nel contratto di matrimonio.
Il contratto di matrimonio conteneva la clausola che, finché un figlio di Beatrice non avesse raggiunto l'età di 14 anni, in caso di morte di Ferdinando la reggenza sarebbe stata della regina, Eleonora Telles de Menezes.
Giovanni I di Trastamara, nell'aprile del 1383, nella cattedrale di Badajoz sposò la futura regina del Portogallo, Beatrice del Portogallo, figlia terzogenita del re del Portogallo e dell'Algarve, Ferdinando I e della moglie, Eleonora Telles de Menezes, figlia di Martino Alfonso Telles de Menezes e di Aldonza Anes de Vasconcelos, discendente dalla regina consorte del León Teresa del Portogallo, figlia illegittima del re del Portogallo Sancho I.

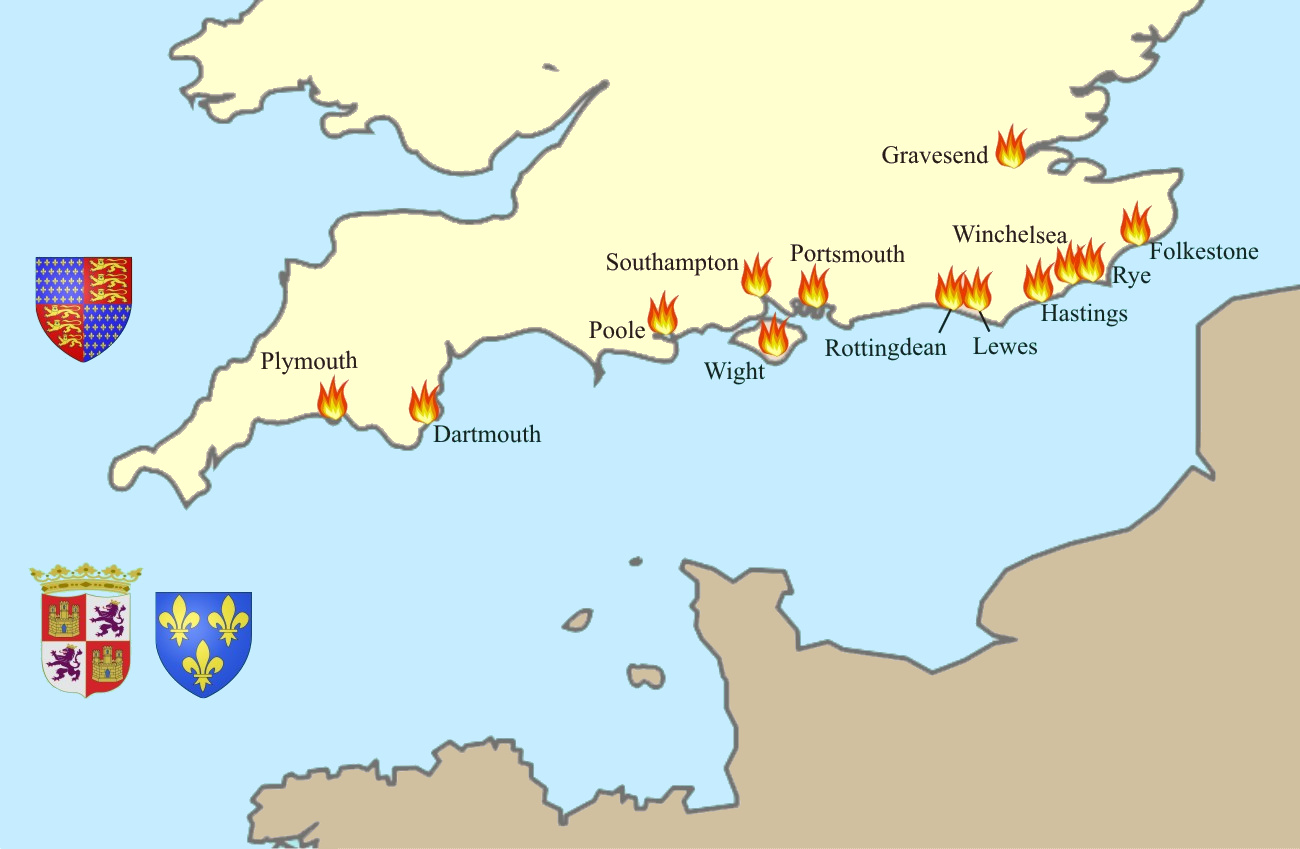
Attacchi della flotta di Giovanni I di Castiglia, e della flotta francese ai porti inglesi

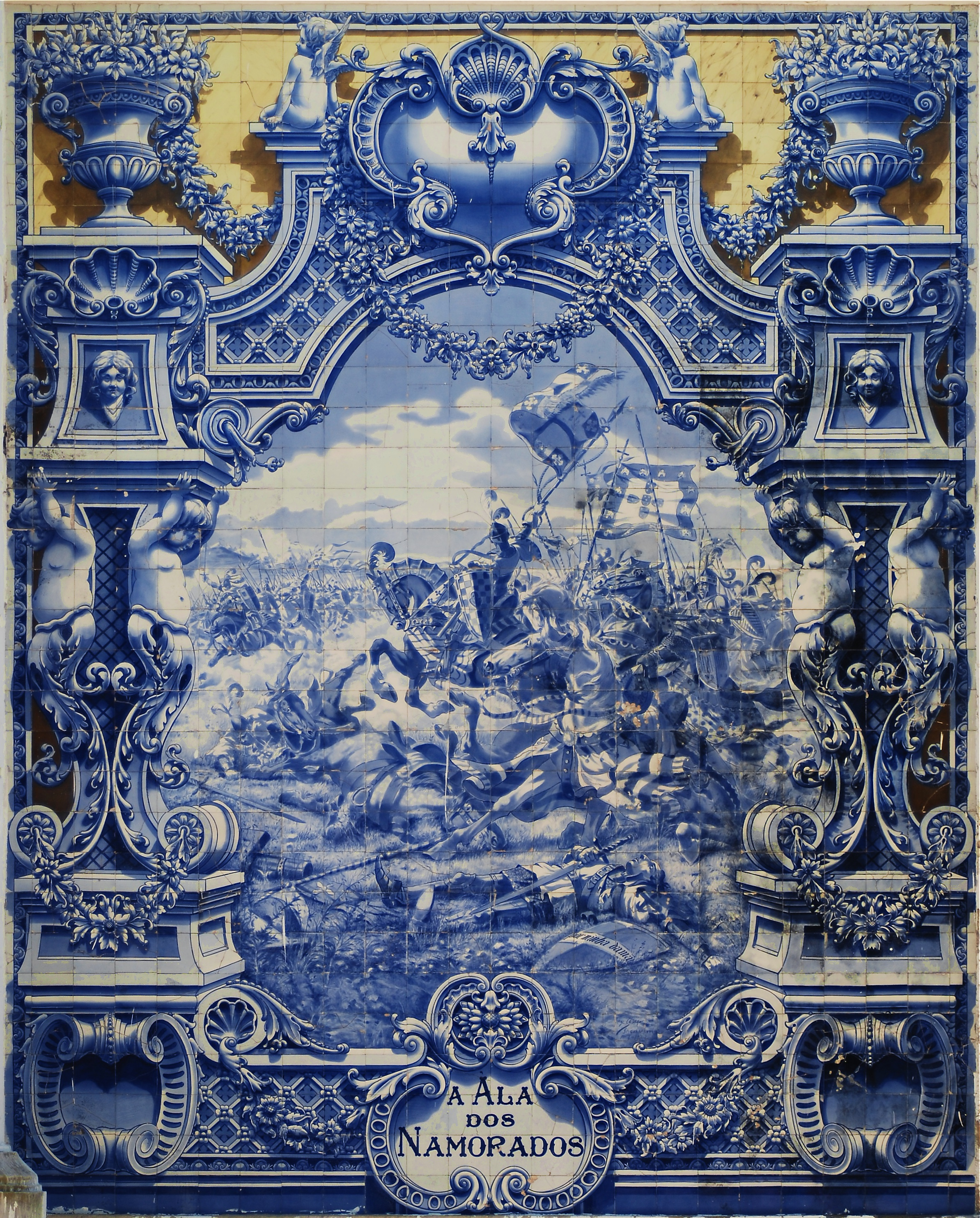
Azulejos della Battaglia di Aljubarrota, a Lisbona

Nell'ottobre del 1383, alla morte di Ferdinando del Portogallo, Giovanni, in nome della moglie, si autoproclamò Giovanni I del Portogallo e, come da accordi prematrimoniali, la regina Eleonora assume la reggenza del regno del Portogallo per conto della figlia Beatrice. Ma in Portogallo non tutti accettarono la situazione, in quanto la reggente aveva fama di adultera (con il conte di Ourém, Giovanni Fernandez Andeiro) ed inoltre, se Beatrice fosse premorta a Giovanni di Castiglia, si sarebbero trovati un re straniero.
Un gruppo di nobili, tra cui Nuno Álvares Pereira, nel dicembre del 1383 proclamò Giovanni di Aviz, un figlio illegittimo del re Pietro il Giustiziere e quindi fratellastro di Ferdinando, difensore del regno. Questi, decretatane l'esecuzione, assassinò il filocastigliano Andeiro, anche per la sua scandalosa condotta con la reggente.
Giovanni di Castiglia, chiamato da Eleonora, invase il Portogallo nel dicembre 1383 e, nel gennaio del 1384, a Santarém, subentrò ad Eleonora Telles de Menezes nel governo del Portogallo. Nel mese di marzo mise l'assedio a Lisbona, che era autonomista come Porto; sconfitti i galiziani dell'arcivescovo di Compostela, Porto corse in aiuto di Lisbona, rompendo l'assedio.
 Tra gli assedianti si era diffusa la peste e, quando la moglie Beatrice si ammalò, Giovanni, dopo aver subito una sconfitta a Los Atoleiros il 6 aprile 1384, rientrò in Castiglia, mentre la guerra civile in Portogallo (conosciuta come Crisi del 1383-1385 o come Interregnum) proseguiva.

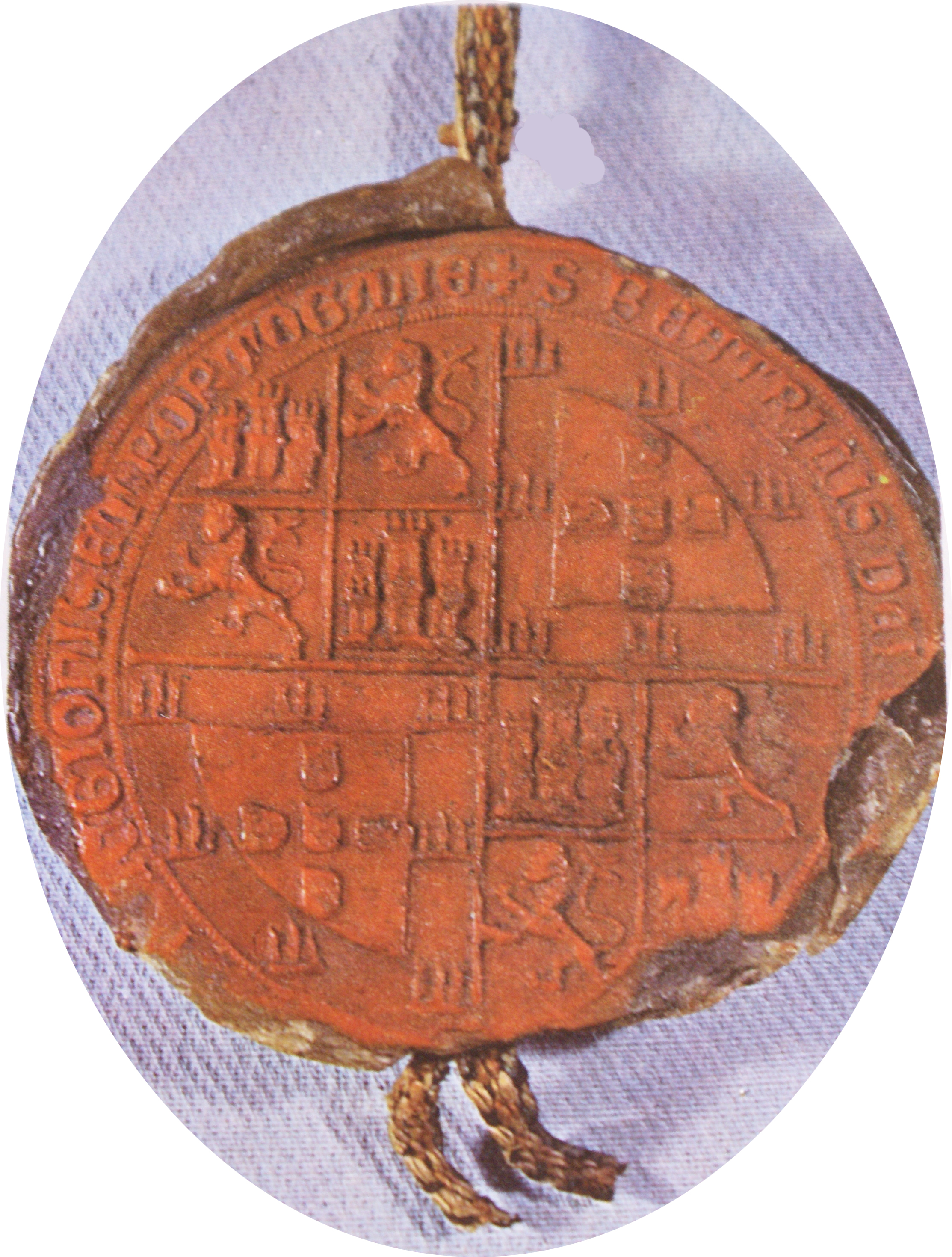
Sigillo di Giovanni I di Castiglia, quando a Santarêm si proclamò re del Portogallo

Nell'aprile del 1385 le Cortes portoghesi furono convocate a Coimbra, per decidere della successione alla corona: gli autonomisti erano divisi tra il difensore del regno, Giovanni di Aviz, Gran Maestro dell'Ordine d'Aviz, che era figlio del re del Portogallo Pietro I il Giustiziere e della sua amante, Teresa Gille Lourenço, figlia di un mercante di Lisbona, Lourenço Martins, ed il duca di Valencia de Campos (un feudo leonese), suo fratellastro, Giovanni, figlio anche lui del re del Portogallo Pietro I il Giustiziere e della sua terza moglie, Inés de Castro.
Il 6 aprile 1385 fu scelto Giovanni di Aviz, che aveva l'appoggio di Nuno Álvares Pereira, con il nome di Giovanni I del Portogallo.
Nella primavera del 1385 Giovanni I di Castiglia inviò alla foce del Tago una flotta che pose il blocco a Lisbona, mentre lui, dopo aver subito una sconfitta a Trancoso nel maggio 1385, a giugno invase il Portogallo con un esercito di 32.000 uomini, tra castigliani e francesi. Il re del Portogallo poteva opporre solo 6500 uomini (inclusi 200 arcieri inglesi), tutti appiedati, condotti da Nuno Álvares Pereira; lo scontro avvenne il 14 agosto del 1385 ad Aljubarrota, Alcobaça (Portogallo) e la vittoria fu così netta che i portoghesi entrarono in Castiglia e, il 15 ottobre, sconfissero i castigliani anche a Valverde.
Giovanni Plantageneto, I duca di Lancaster, figlio di Edoardo III d'Inghilterra e zio del re d'Inghilterra, Riccardo II, aspirante al trono di Castiglia, perché marito della figlia di Pietro I di Castiglia, Costanza, alla notizia della battaglia di Aljubarrota decise di difendere con le armi le sue rivendicazioni al trono di Castiglia; dopo che, il 9 maggio 1386, fu firmato il Trattato di Windsor tra Giovanni I del Portogallo e Riccardo II d'Inghilterra, il duca di Lancaster sbarcò a luglio a La Coruña, invase la Galizia, e si incontrò con il re del Portogallo.

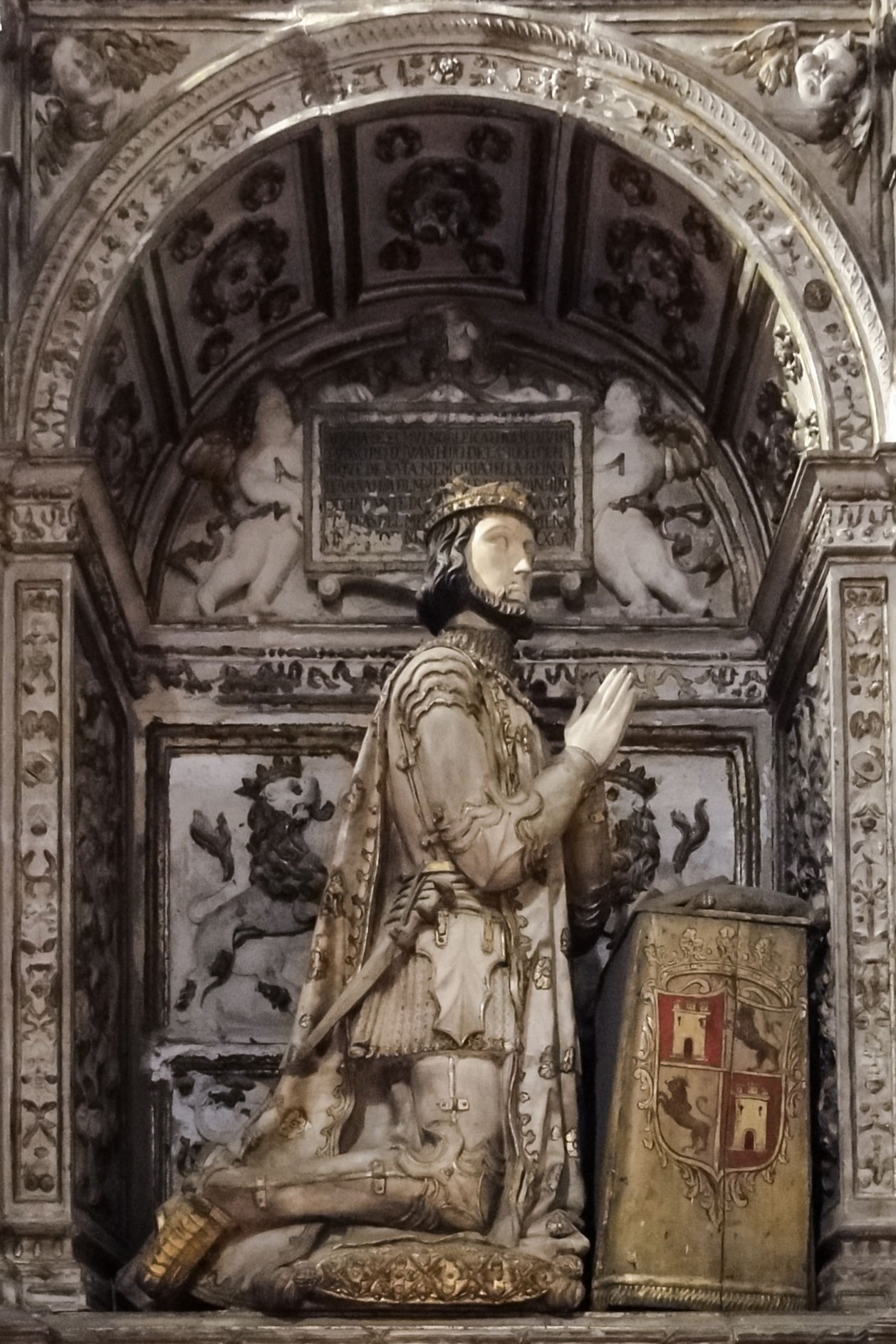
Tomba di Giovanni I di Castiglia, nella cattedrale di Toledo

La campagna anglo-portoghese fu poco proficua e, dopo un secondo tentativo di invasione nel 1387, fu accettata la proposta di pace dei castigliani: il trattato di pace, siglato a Bayonne nel luglio 1388, stabiliva, oltre ad una tregua con il Portogallo della durata di tre anni, un cospicuo indennizzo al duca di Lancaster per le spese sostenute ed il matrimonio tra sua figlia Caterina (nipote di Pietro I di Castiglia) e l'erede al trono di Castiglia, Enrico, ristabilendo così la legittimità della dinastia dei Trastámara, sul trono di Castiglia.
Giovanni I dovette mediare sia con i nobili, per guadagnarsene il consenso, sia con le città, per essere finanziato nella difficile guerra contro i portoghesi, e dovette cedere parte delle proprie prerogative al loro organo rappresentativo, le Cortes de Castilla. Comunque Giovanni riuscì a centralizzare il potere della monarchia ed a ristabilire il Consiglio Reale.
Giovanni I fondò la "prioria di San Benito (Benedetto) el Real" a Valladolid, che fu la prima della congregazione benedettina in Castiglia; circa un secolo dopo, la congregazione fu riconosciuta da papa Innocenzo VIII e il priore di Valladolid fu nominato abate da papa Alessandro VI.
Giovanni morì improvvisamente il 9 ottobre 1390 a causa di una caduta da cavallo, lasciando il regno nelle mani del figlio, appena undicenne, Enrico III di Castiglia.
Giovanni I fu inumato nella cattedrale di Toledo.

## Discendenza
Giovanni ebbe tre figli da Eleonora e un figlio da Beatrice.
Da Eleonora ebbe:
- Enrico (1379-1406), re di Castiglia e León
- Ferdinando d'Antequera (1380-1416), re della corona d'Aragona
- Eleonora di Castiglia (1382-?), morta giovane.

Da Beatrice ebbe:
- Michele di Castiglia (1384-1385), erede al trono del Portogallo

## Ascendenza
|                           |                      |                             | Genitori                                              |  |  | Nonni |  |  | Bisnonni                   |  |  | Trisnonni              |  |
|                           |                      |                             |                                                       |  |  |       |  |  | Ferdinando IV di Castiglia |  |  | Sancho IV di Castiglia |  |
|                           |                      |                             |                                                       |  |  |       |  |  | Ferdinando IV di Castiglia |  |  | Sancho IV di Castiglia |  |
|                           |                      | Maria di Molina             |                                                       |  |  |       |  |  | Ferdinando IV di Castiglia |  |  |                        |  |
| Alfonso XI di Castiglia   |                      |                             |                                                       |  |  |       |  |  | Ferdinando IV di Castiglia |  |  |                        |  |
|                           |                      | Costanza del Portogallo     | Dionigi del Portogallo                                |  |  |       |  |  |                            |  |  |                        |  |
|                           |                      | Costanza del Portogallo     | Dionigi del Portogallo                                |  |  |       |  |  |                            |  |  |                        |  |
|                           |                      | Costanza del Portogallo     | Isabella d'Aragona                                    |  |  |       |  |  |                            |  |  |                        |  |
| Enrico II di Castiglia    |                      | Costanza del Portogallo     |                                                       |  |  |       |  |  |                            |  |  |                        |  |
|                           |                      | Pedro Núñez de Guzmán       | Alvaro Núñez de Guzmán                                |  |  |       |  |  |                            |  |  |                        |  |
|                           |                      | Pedro Núñez de Guzmán       | Alvaro Núñez de Guzmán                                |  |  |       |  |  |                            |  |  |                        |  |
|                           |                      | Pedro Núñez de Guzmán       | Maria Giron                                           |  |  |       |  |  |                            |  |  |                        |  |
| Eleonora di Guzmán        |                      | Pedro Núñez de Guzmán       |                                                       |  |  |       |  |  |                            |  |  |                        |  |
|                           |                      | Beatrice Ponce de León      | Fernán Pérez Ponce de León, Lord Cangas and la Puebla |  |  |       |  |  |                            |  |  |                        |  |
|                           |                      | Beatrice Ponce de León      | Fernán Pérez Ponce de León, Lord Cangas and la Puebla |  |  |       |  |  |                            |  |  |                        |  |
|                           |                      | Beatrice Ponce de León      | Urraca Gutiérrez de Meneses                           |  |  |       |  |  |                            |  |  |                        |  |
| Giovanni I di Castiglia   |                      | Beatrice Ponce de León      |                                                       |  |  |       |  |  |                            |  |  |                        |  |
|                           | Manuele di Castiglia | Ferdinando III di Castiglia |                                                       |  |  |       |  |  |                            |  |  |                        |  |
|                           | Manuele di Castiglia | Ferdinando III di Castiglia |                                                       |  |  |       |  |  |                            |  |  |                        |  |
|                           | Manuele di Castiglia | Beatrice di Svevia          |                                                       |  |  |       |  |  |                            |  |  |                        |  |
| Don Juan Manuel           | Manuele di Castiglia |                             |                                                       |  |  |       |  |  |                            |  |  |                        |  |
|                           |                      | Beatrice di Savoia          | Amedeo IV di Savoia                                   |  |  |       |  |  |                            |  |  |                        |  |
|                           |                      | Beatrice di Savoia          | Amedeo IV di Savoia                                   |  |  |       |  |  |                            |  |  |                        |  |
|                           |                      | Beatrice di Savoia          | Cecilia del Balzo                                     |  |  |       |  |  |                            |  |  |                        |  |
| Juana Manuel              |                      | Beatrice di Savoia          |                                                       |  |  |       |  |  |                            |  |  |                        |  |
|                           |                      | Fernando de la Cerda        | Ferdinando de la Cerda                                |  |  |       |  |  |                            |  |  |                        |  |
|                           |                      | Fernando de la Cerda        | Ferdinando de la Cerda                                |  |  |       |  |  |                            |  |  |                        |  |
|                           |                      | Fernando de la Cerda        | Bianca di Francia                                     |  |  |       |  |  |                            |  |  |                        |  |
| Blanca de La Cerda y Lara |                      | Fernando de la Cerda        |                                                       |  |  |       |  |  |                            |  |  |                        |  |
|                           |                      | Juana Núñez de Lara         | Juan I Núñez de Lara                                  |  |  |       |  |  |                            |  |  |                        |  |
|                           |                      | Juana Núñez de Lara         | Juan I Núñez de Lara                                  |  |  |       |  |  |                            |  |  |                        |  |
|                           |                      | Juana Núñez de Lara         | Teresa Diaz de Haro                                   |  |  |       |  |  |                            |  |  |                        |  |
|                           |                      | Juana Núñez de Lara         |                                                       |  |  |       |  |  |                            |  |  |                        |  |